# Idenao
Idenao – miasto w Kamerunie, w Regionie Południowo-Zachodnim. Liczy około 18,2 tys. mieszkańców.